# Campionati norvegesi di sci alpino 2019
I Campionati norvegesi di sci alpino 2019 si sono svolti a Hemsedal dal 22 al 29 marzo. Il programma ha incluso gare di discesa libera, supergigante, slalom gigante, slalom speciale e combinata, tutte sia maschili sia femminili. La gara di slalom parallelo femminile è stata annullata.
Trattandosi di competizioni valide anche ai fini del punteggio FIS, vi hanno partecipato anche sciatori di altre federazioni, senza che questo consentisse loro di concorrere al titolo nazionale norvegese. 

## Risultati

### Uomini

#### Discesa libera
| Pos. | Atleta                   | Nazione   | Tempo   |
| ---- | ------------------------ | --------- | ------- |
| 1    | Adrian Smiseth Sejersted | Norvegia  | 1:33,17 |
| 2    | Christoffer Faarup       | Danimarca | 1:34,36 |
| 3    | Kjetil Jansrud           | Norvegia  | 1:34,45 |
| 4    | Markus Nordgård Fossland | Norvegia  | 1:34,69 |
| 5    | Stian Saugestad          | Norvegia  | 1:34,98 |
| 6    | Jonas Buer               | Norvegia  | 1:35,55 |
| 7    | Bjørnar Neteland         | Norvegia  | 1:35,61 |
| 8    | Kaspar Kindem            | Norvegia  | 1:35,65 |
| 9    | Filip Steinwall          | Svezia    | 1:35,73 |
| 10   | Zack Monsén              | Svezia    | 1:35,81 |

Data: mercoledì 27 marzo 2019

Località: Hemsedal

Ore: 

Pista: 

Partenza: 1 280 m s.l.m.

Arrivo: 690 m s.l.m.

Dislivello: 590 m

Tracciatore: Stefan Johnsen Havnelid

#### Supergigante
| Pos. | Atleta                   | Nazione  | Tempo   |
| ---- | ------------------------ | -------- | ------- |
| 1    | Stian Saugestad          | Norvegia | 1:01,55 |
| 2    | Adrian Smiseth Sejersted | Norvegia | 1:01,56 |
| 3    | Aleksander Aamodt Kilde  | Norvegia | 1:01,59 |
| 4    | Kjetil Jansrud           | Norvegia | 1:01,89 |
| 5    | Bjørnar Neteland         | Norvegia | 1:01,92 |
| 6    | Lucas Braathen           | Norvegia | 1:01,93 |
| 7    | Rasmus Windingstad       | Norvegia | 1:01,96 |
| 8    | Patrick Haugen Veisten   | Norvegia | 1:02,16 |
| 9    | Markus Nordgård Fossland | Norvegia | 1:02,21 |
| 10   | Marcus Monsen            | Norvegia | 1:02,23 |

Data: lunedì 25 marzo 2019

Località: Hemsedal

Ore: 

Pista: 

Partenza: 1 280 m s.l.m.

Arrivo: 690 m s.l.m.

Dislivello: 590 m

Tracciatore: Øyvind Haraldsen

#### Slalom gigante
| Pos. | Atleta                   | Nazione  | Tempo   |
| ---- | ------------------------ | -------- | ------- |
| 1    | Rasmus Windingstad       | Norvegia | 2:09,97 |
| 2    | Leif Kristian Haugen     | Norvegia | 2:10,49 |
| 3    | Andreas Sønsterud Amdahl | Norvegia | 2:11,69 |
| 4    | Halvor Hilde Gunleiksrud | Norvegia | 2:11,85 |
| 5    | Kaspar Kindem            | Norvegia | 2:11,88 |
| 6    | Aleksander Aamodt Kilde  | Norvegia | 2:11,91 |
| 7    | Marcus Monsen            | Norvegia | 2:12,08 |
| 8    | Bjørnar Neteland         | Norvegia | 2:12,09 |
| 9    | Henrik Kristoffersen     | Norvegia | 2:12,26 |
| 10   | Peder Dahlum Eide        | Norvegia | 2:12,28 |

Data: sabato 23 marzo 2019

Località: Hemsedal

1ª manche:

Ore: 

Pista: 

Partenza: 1 065 m s.l.m.

Arrivo: 690 m s.l.m.

Dislivello: 375 m

Tracciatore: Hallgeir Vognhill

2ª manche:

Ore: 

Pista: 

Partenza: 1 065 m s.l.m.

Arrivo: 690 m s.l.m.

Dislivello: 375 m

Tracciatore: Haukur Bjarnason

#### Slalom speciale
| Pos. | Atleta                 | Nazione  | Tempo   |
| ---- | ---------------------- | -------- | ------- |
| 1    | Henrik Kristoffersen   | Norvegia | 1:20,85 |
| 2    | Leif Kristian Haugen   | Norvegia | 1:21,18 |
| 3    | Max Røisland           | Norvegia | 1:21,33 |
| 4    | Peder Dahlum Eide      | Norvegia | 1:21,27 |
| 5    | Bjørn Brudevoll        | Norvegia | 1:21,30 |
| 6    | Louis Gustav Fausa     | Norvegia | 1:21,44 |
| 7    | Wilhelm Normannseth    | Norvegia | 1:21,47 |
| 8    | Marcus Monsen          | Norvegia | 1:21,49 |
| 9    | Fabian Wilkens Solheim | Norvegia | 1:21,60 |
| 10   | Mathias Tefre          | Norvegia | 1:21,79 |

Data: domenica 24 marzo 2019

Località: Hemsedal

1ª manche:

Ore: 

Pista: 

Partenza: 945 m s.l.m.

Arrivo: 745 m s.l.m.

Dislivello: 200 m

Tracciatore: Andreas Kollenborg

2ª manche:

Ore: 

Pista: 

Partenza: 945 m s.l.m.

Arrivo: 745 m s.l.m.

Dislivello: 200 m

Tracciatore: Sverre Melby

#### Combinata
| Pos. | Atleta              | Nazione   | Tempo   |
| ---- | ------------------- | --------- | ------- |
| 1    | Rasmus Windingstad  | Norvegia  | 2:21,56 |
| 2    | Christoffer Faarup  | Danimarca | 2:22,18 |
| 3    | Oscar Zimmer        | Norvegia  | 2:22,27 |
| 4    | Karl-Erik Jøssund   | Norvegia  | 2:22,34 |
| 5    | Kaspar Kindem       | Norvegia  | 2:22,53 |
| 6    | Bjørnar Neteland    | Norvegia  | 2:22,77 |
| 7    | Louis Gustav Fausa  | Norvegia  | 2:22,91 |
| 8    | Johan Hagberg       | Svezia    | 2:23,55 |
| 9    | Eirik Ranheim Kvneo | Norvegia  | 2:23,82 |
| 10   | Zack Monsén         | Svezia    | 2:23,95 |

Data: giovedì 28 marzo 2019

Località: Hemsedal

1ª manche:

Ore: 

Pista: 

Partenza: 1 280 m s.l.m.

Arrivo: 690 m s.l.m.

Dislivello: 590 m

Tracciatore: Stefan Johnsen Havnelid

2ª manche:

Ore: 

Pista: 

Partenza: 

Arrivo: 

Dislivello: 

Tracciatore: Thomas Erhard

### Donne

#### Discesa libera
| Pos. | Atleta                 | Nazione  | Tempo   |
| ---- | ---------------------- | -------- | ------- |
| 1    | Kajsa Vickhoff Lie     | Norvegia | 1:35,92 |
| 2    | Marte Monsen           | Norvegia | 1:36,67 |
| 3    | Andrine Mårstøl        | Norvegia | 1:36,88 |
| 4    | Maren Skjøld           | Norvegia | 1:37,13 |
| 5    | Hannah Sæthereng       | Norvegia | 1:37,38 |
| 6    | Helena Hørte Søfteland | Norvegia | 1:37,92 |
| 7    | Helene Kristoffersen   | Norvegia | 1:38,08 |
| 8    | Inni Holm Wembstad     | Norvegia | 1:38,11 |
| 9    | Jennifer Finn          | Svezia   | 1:38,48 |
| 10   | Bergitte Varne         | Norvegia | 1:38,63 |

Data: mercoledì 27 marzo 2019

Località: Hemsedal

Ore: 

Pista: 

Partenza: 1 280 m s.l.m.

Arrivo: 690 m s.l.m.

Dislivello: 590 m

Tracciatore: Stefan Johnsen Havnelid

#### Supergigante
| Pos. | Atleta                 | Nazione  | Tempo   |
| ---- | ---------------------- | -------- | ------- |
| 1    | Maria Therese Tviberg  | Norvegia | 1:02,46 |
| 2    | Kajsa Vickhoff Lie     | Norvegia | 1:02,51 |
| 3    | Marte Monsen           | Norvegia | 1:03,76 |
| 4    | Andrine Mårstøl        | Norvegia | 1:03,97 |
| 5    | Maren Skjøld           | Norvegia | 1:04,04 |
| 6    | Mariel Kufaas          | Norvegia | 1:04,07 |
| 7    | Hannah Sæthereng       | Norvegia | 1:04,15 |
| 8    | Helena Hørte Søfteland | Norvegia | 1:04,43 |
| 9    | Helene Kristoffersen   | Norvegia | 1:04,46 |
| 10   | Inni Holm Wembstad     | Norvegia | 1:04,59 |

Data: lunedì 25 marzo 2019

Località: Hemsedal

Ore: 

Pista: 

Partenza: 1 280 m s.l.m.

Arrivo: 690 m s.l.m.

Dislivello: 590 m

Tracciatore: Øyvind Haraldsen

#### Slalom gigante
| Pos. | Atleta                   | Nazione  | Tempo   |
| ---- | ------------------------ | -------- | ------- |
| 1    | Marte Monsen             | Norvegia | 2:13,43 |
| 2    | Thea Louise Stjernesund  | Norvegia | 2:13,46 |
| 3    | Kaja Norbye              | Norvegia | 2:14,11 |
| 4    | Kristin Lysdahl          | Norvegia | 2:14,25 |
| 5    | Maria Therese Tviberg    | Norvegia | 2:14,41 |
| 6    | Kajsa Vickhoff Lie       | Norvegia | 2:14,58 |
| 7    | Kristiane Bekkestad      | Norvegia | 2:14,73 |
| 8    | Maren Skjøld             | Norvegia | 2:15,34 |
| 9    | Kristine Gjelsten Haugen | Norvegia | 2:15,44 |
| 10   | Mariel Kufaas            | Norvegia | 2:16,24 |

Data: sabato 23 marzo 2019

Località: Hemsedal

1ª manche:

Ore: 

Pista: 

Partenza: 1 065 m s.l.m.

Arrivo: 690 m s.l.m.

Dislivello: 375 m

Tracciatore: Oscar Anderson

2ª manche:

Ore: 

Pista: 

Partenza: 1 065 m s.l.m.

Arrivo: 690 m s.l.m.

Dislivello: 375 m

Tracciatore: Asbjørn Skorpen

#### Slalom speciale
| Pos. | Atleta                   | Nazione  | Tempo   |
| ---- | ------------------------ | -------- | ------- |
| 1    | Kristin Lysdahl          | Norvegia | 1:24,95 |
| 1    | Maren Skjøld             | Norvegia | 1:24,95 |
| 3    | Mina Fürst Holtmann      | Norvegia | 1:25,25 |
| 4    | Thea Louise Stjernesund  | Norvegia | 1:25,51 |
| 5    | Kristine Gjelsten Haugen | Norvegia | 1:25,80 |
| 6    | Kristiane Bekkestad      | Norvegia | 1:26,45 |
| 7    | Kaja Norbye              | Norvegia | 1:26,52 |
| 8    | Marte Monsen             | Norvegia | 1:27,80 |
| 9    | Maria Therese Tviberg    | Norvegia | 1:27,98 |
| 10   | Bianca Bakke Westhoff    | Norvegia | 1:28,60 |

Data: domenica 24 marzo 2019

Località: Hemsedal

1ª manche:

Ore: 

Pista: 

Partenza: 945 m s.l.m.

Arrivo: 745 m s.l.m.

Dislivello: 200 m

Tracciatore: Vidar Bachman

2ª manche:

Ore: 

Pista: 

Partenza: 945 m s.l.m.

Arrivo: 745 m s.l.m.

Dislivello: 200 m

Tracciatore: Sami Tikkanen

#### Combinata
| Pos. | Atleta               | Nazione  | Tempo   |
| ---- | -------------------- | -------- | ------- |
| 1    | Kajsa Vickhoff Lie   | Norvegia | 2:19,57 |
| 2    | Maren Skjøld         | Norvegia | 2:21,18 |
| 3    | Marte Monsen         | Norvegia | 2:21,64 |
| 4    | Mariel Kufaas        | Norvegia | 2:23,61 |
| 5    | Bergitte Varne       | Norvegia | 2:24,67 |
| 6    | Mailn Sofie Sund     | Norvegia | 2:25,24 |
| 7    | Helene Kristoffersen | Norvegia | 2:26,19 |
| 8    | Anine Thoresen       | Norvegia | 2:26,60 |
| 9    | Ine Haugland         | Norvegia | 2:27,16 |
| 10   | Karolin Edfalk       | Svezia   | 2:27,35 |

Data: giovedì 28 marzo 2019

Località: Hemsedal

1ª manche:

Ore: 

Pista: 

Partenza: 1 280 m s.l.m.

Arrivo: 690 m s.l.m.

Dislivello: 590 m

Tracciatore: Stefan Johnsen Havnelid

2ª manche:

Ore: 

Pista: 

Partenza: 

Arrivo: 

Dislivello: 

Tracciatore: Perry Sohier

#### Slalom parallelo
La gara, prevista il 25 marzo, è stata annullata.